# Monaster Zaśnięcia Matki Bożej w Zimnem
Monaster Zaśnięcia Matki Bożej – żeński stauropigialny monaster w Zimnem w obwodzie wołyńskim, należący do Ukraińskiego Kościoła Prawosławnego Patriarchatu Moskiewskiego.
Za początek życia monastycznego w Zimnem przyjmuje się osiedlenie się grupy mnichów-pustelników na wzgórzu nad rzeką Łuhą na początku XI w. Z czasem w miejscu tym powstała cenobityczna wspólnota zakonna pod wezwaniem Trójcy Świętej. W 1682 monaster przeszedł do Kościoła unickiego, zaś w XVIII w. przestał istnieć. Reaktywacja życia zakonnego w Zimnem miała miejsce pod koniec XIX w., gdy z inicjatywy rodziny carskiej w budynkach dawnego klasztoru męskiego zamieszkały zakonnice sprowadzone z monasteru w Korcu. W dwudziestoleciu międzywojennym klasztor funkcjonował w ramach Polskiego Autokefalicznego Kościoła Prawosławnego, po II wojnie światowej, na skutek zmian granic państwowych, ponownie znalazł się w Rosyjskim Kościele Prawosławnym, jednak już w 1949 został skasowany przez władze stalinowskie.
Do upadku Związku Radzieckiego zabudowania monasterskie pełniły funkcje niezwiązane z pierwotnym przeznaczeniem, zaś brak niezbędnych remontów doprowadził do ich znacznej dewastacji. Ukraiński Kościół Prawosławny Patriarchatu Moskiewskiego doprowadził do reaktywacji działalności żeńskiej wspólnoty monastycznej w 1991. W 2010 tworzyło ją ok. 40 mniszek i posłusznic.

## Historia

### Monaster męski

#### Powstanie i pierwotna organizacja klasztoru
Zdaniem Wołodymyra Rożki pierwszy klasztor prawosławny w Zimnem, na wzniesieniu nad rzeką Łuhą, został najprawdopodobniej założony przez mnichów skupionych wokół Antoniego Pieczerskiego, co czyniłoby go jednym z najstarszych ośrodków życia monastycznego na ziemiach wschodniosłowiańskich. Badania archeologiczne prowadzone w końcu XIX wieku we wsi Zimno doprowadziły do znalezisk o charakterze religijnym (np. kamiennych krzyży). W miarę postępów prac na terenie wzniesienia znanego jako Święta Góra, na którym znajdują się również późniejsze zabudowania monasterskie, były odkrywane ślady podziemnych cel mnichów, a nawet cerkwi urządzonej w wykutej przez nich pieczarze. Oznacza to, iż pierwsza wspólnota monastyczna w Zimnem była zorganizowana podobnie jak Monaster Kijowsko-Pieczerski – mnisi żyli jako pustelnicy w samodzielnie wykutych pomieszczeniach w skale, zbierając się jedynie na nabożeństwa. Te odbywały się w cerkwi w pieczarze, lub też w późniejszej świątyni naziemnej o kształcie rotundy.
Na podstawie informacji zawartych w Powieści minionych lat oraz w staroruskich żywotach świętych mnichów monaster zimneński działał już przed rokiem 1018. W wymienionym roku miał w nim złożyć śluby zakonne późniejszy święty mnich Mojżesz Węgrzyn. Według latopisów ruskich Włodzimierz osobiście podarował mnichom Zimneńską Ikonę Matki Bożej, którą wcześniej otrzymała od patriarchy Konstantynopola Anna Porfirogenetka w momencie swoich zaślubin z władcą Rusi Kijowskiej. Anna Radziukiewicz oraz oficjalne dane Ukraińskiej Cerkwi Prawosławnej podają rok 1001 jako datę fundacji klasztoru przez Włodzimierza Wielkiego. 

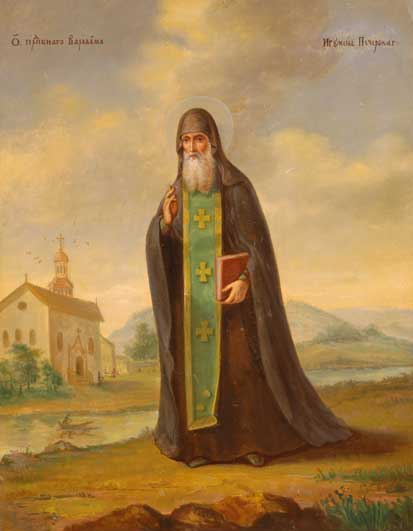
Warłaam Pieczerski

Wspólnota w Zimnem cieszyła się dużym szacunkiem wśród mnichów z klasztorów Kijowa. W 1074 Warłaam Pieczerski, wracając z pielgrzymki do Konstantynopola, zatrzymał się w monasterze i tam zmarł (informacja ta zawarta jest w Żywocie Teodozjusza Pieczerskiego). Wydarzenie to upamiętnia źródło-kapliczka św. Warłaama wzniesiona poza obrębem murów monasteru. 
W tym samym okresie do monasteru podróżował Nestor Kronikarz, który w swoich tekstach opisał powstałą przy klasztorze szkołę, jedną z pierwszych na Wołyniu. Monaster zimneński był rezydencją pierwszego biskupa włodzimierskiego, Stefana (lata 1090–1094). Jest również prawdopodobne, że monaster zimneński służył jako zimowa rezydencja prawosławnego biskupa włodzimierskiego również po przeniesieniu stolicy eparchii do Włodzimierza. W klasztorze zmarł w 1122 biskup włodzimierski Amtylochiusz. Według innych źródeł siedziba biskupa włodzimierskiego znajdowała się w monasterze aż do 1495.
Pierwszym znanym z imienia przełożonym klasztoru w Zimnem był ihumen Nifont (działający w połowie XII w.), który został następnie biskupem nowogrodzkim. XIII-wieczne latopisy informują, że katedry biskupie obejmowali również inni mnisi ze wspólnoty zimneńskiej: Joazaf, Bazyli, Kuźma oraz Nikifor. W 1223 po raz pierwszy monaster został określony w źródle pisanym jako Święta Góra, co oznaczało uzyskanie przezeń wśród wiernych prestiżu porównywalnego z Monasterem Kijowsko-Pieczerskim, czy nawet górą Athos.

#### Zmiana organizacji życia mniszego w Zimnem
W II poł. XIII w. monaster w Zimnem stopniowo zmieniał swój charakter. W miejsce luźnej wspólnoty pustelników gromadzących się jedynie przy okazji nabożeństw stał się klasztorem cenobitycznym. Mimo tego cele mnichów nadal znajdowały się w wykutych przez nich pieczarach, połączonych systemem korytarzy. Przeciętna wysokość pieczary lub korytarza była bliska wzrostowi dorosłego człowieka; przejścia między pomieszczeniami mieszkalnymi osiągały najczęściej metr szerokości. W korytarzach znajdowały się nisze, w których zapalano świece. Wyjście z pieczar zostało zlokalizowane w rotundowej cerkwi Trójcy Świętej. Monaster w Zimnem był ośrodkiem hezychastycznym. Z czasem, podobnie jak w przypadku Monasteru Kijowsko-Pieczerskiego, część pieczar klasztoru w Zimnem zaczęła służyć jako miejsce pochówku mnichów, którzy zwyczajowo byli pozostawiani po śmierci w swoich dotychczasowych celach.
Klasztor został zniszczony w czasie najazdu mongolskiego w 1241. Okres kolejnych dwóch wieków historii monasteru jest niemal całkowicie nieznany z powodu braku wzmianek o nim w źródłach. W czasie walk polsko-litewskich na Wołyniu kilkakrotnie zmieniał przynależność państwową. Po 1440 znalazł się na terenach nadanych przez Kazimierza Jagiellończyka Świdrygielle. Ten ostatni w testamencie wskazał szlachcica Niemirę jako spadkobiercę m.in. wsi Zimno. Po śmierci Niemiry opiekę nad wsią przejęła jego matka Anna. Monaster otrzymał wówczas na własność wieś Markiw Staw, co miało zapewnić mu środki na utrzymanie. Kolejnym właścicielem Zimnego została rodzina Czartoryskich.

#### Opieka Czartoryskich nad klasztorem

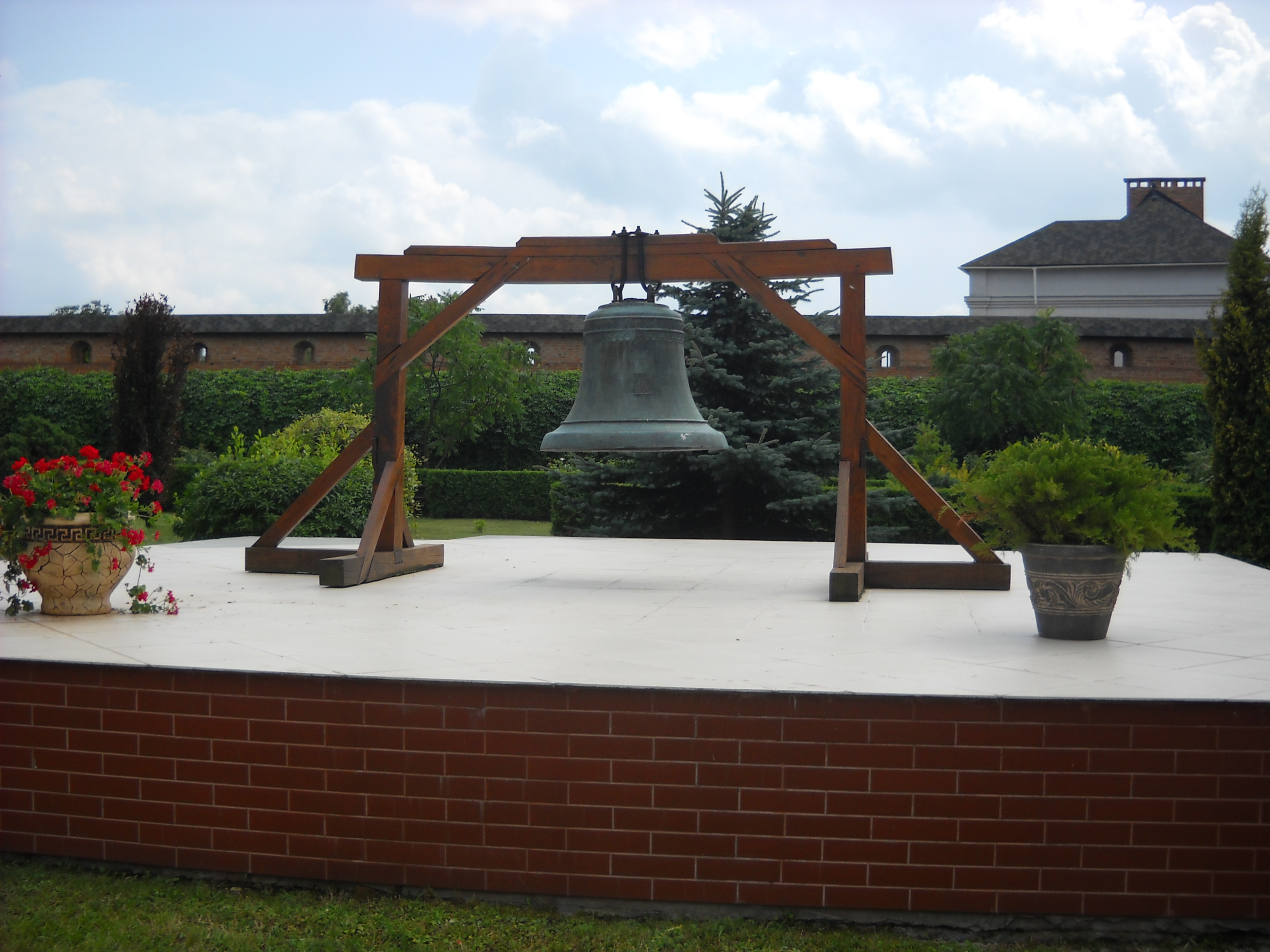
Dzwon eksponowany na dziedzińcu monasteru w Zimnem, ufundowany przez Aleksandra Czartoryskiego

W 1495 Fiodor Michałowicz Czartoryski ufundował dla monasteru nowy sobór, który stanął na miejscu wcześniejszej, drewnianej cerkwi. Arystokrata ufortyfikował również wzgórze, na którym znajdował się klasztor, otaczając kompleks jego zabudowań murami z basztami w narożnikach. Sobór miał stać się miejscem pochówku kolejnych zmarłych z rodziny fundatora. Czartoryscy otworzyli również przy monasterze szkołę i drukarnię. Syn Fiodora, Aleksander Fiodorowicz Czartoryski, ufundował dla klasztoru dzwon eksponowany dziś na jego głównym dziedzińcu, chociaż według oficjalnego zarysu historii monasteru nie zawsze był w dobrych stosunkach ze wspólnotą. 
Monaster w Zimnem wypowiedział się przeciwko postanowieniom unii brzeskiej; mnisi z wspólnoty należeli do jej surowych krytyków. Jednak pod wpływem działalności biskupa włodzimierskiego Hipacego Pocieja, jednego z inspiratorów zawarcia unii, klasztor przeszedł ostatecznie do Kościoła unickiego (do zakonu bazylianów). Miało to miejsce w 1682. Zakonnicy, którzy nie zgadzali się na wystąpienie z Kościoła prawosławnego, opuścili klasztor razem z jego archiwalnymi dokumentami.

#### Likwidacja monasteru

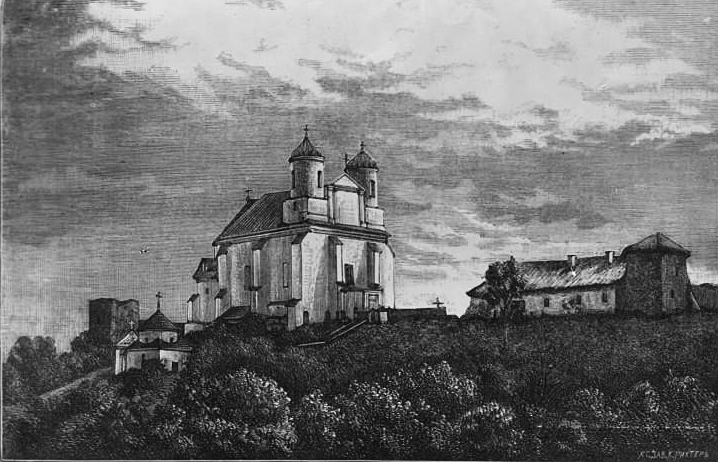
Sobór monasteru w Zimnem po przebudowie na kościół. Poniżej, na stoku wzniesienia, cerkiew Trójcy Świętej

W 1724 wieś Zimno przeszła do rąk starosty włodzimierskiego Michała Czackiego, wyznawcy katolicyzmu. Nakazał on dokonać przebudowy soboru Zaśnięcia Matki Bożej na kościół katolicki. Z budynku zdjęte zostały charakterystyczne cebulaste kopuły, fasadę obiektu zmieniono w dwuwieżową, zlikwidowano również nagrobki Czartoryskich. Czacki usunął również ryzę z ozdobami z Zimneńskiej Ikony Matki Bożej. Według podania Czacki miał wyśmiewać się z ikony i naigrawać się z faktu, że nie zdołała ona uratować prawosławnego klasztoru. Wkrótce potem nieoczekiwanie oślepł, a trzy lata później zmarł.
Przez cały XVIII w. sytuacja materialna wspólnoty stopniowo się pogarszała. W 1790 monaster został zlikwidowany. Pięć lat później, wskutek III rozbioru Polski, Wołyń znalazł się w granicach Imperium Rosyjskiego. Nowe władze odebrały Kościołowi katolickiemu budynek dawnego soboru Zaśnięcia Matki Bożej i nakazały jego przywrócenie do pierwotnych funkcji. Otwarty sobór stał się świątynią prawosławnej parafii.

### Monaster żeński

#### Do I wojny światowej
W 1857 z ofiar przekazanych przez rodzinę carską została przeprowadzona renowacja kompleksu obiektów zamieszkiwanych niegdyś przez mnichów, natomiast w 1892 monaster w Zimnem został reaktywowany jako żeński. Nową wspólnotę monastyczną zaczęły tworzyć mniszki z monasteru w Korcu. W wymienionym roku w Zimnem zamieszkało 10 pierwszych zakonnic. Uroczyste poświęcenie odnowionego klasztoru miało miejsce 10 lipca 1894. Był to klasztor niekontemplacyjny, skupiony na pracy społecznej, głównie prowadzeniu szkoły. Zakonnice przebywały w Zimnem do 1915, gdy udały się na bieżeństwo; w czasie I wojny światowej przebywały w Żytomierzu. W tym czasie zespół budynków klasztoru został poważnie uszkodzony. Według innego źródła w monaster uderzyły w czasie działań wojennych trzy pociski, jednak wszystkie utknęły w ścianach zabudowań, nie wybuchając.

#### W Polskim Autokefalicznym Kościele Prawosławnym

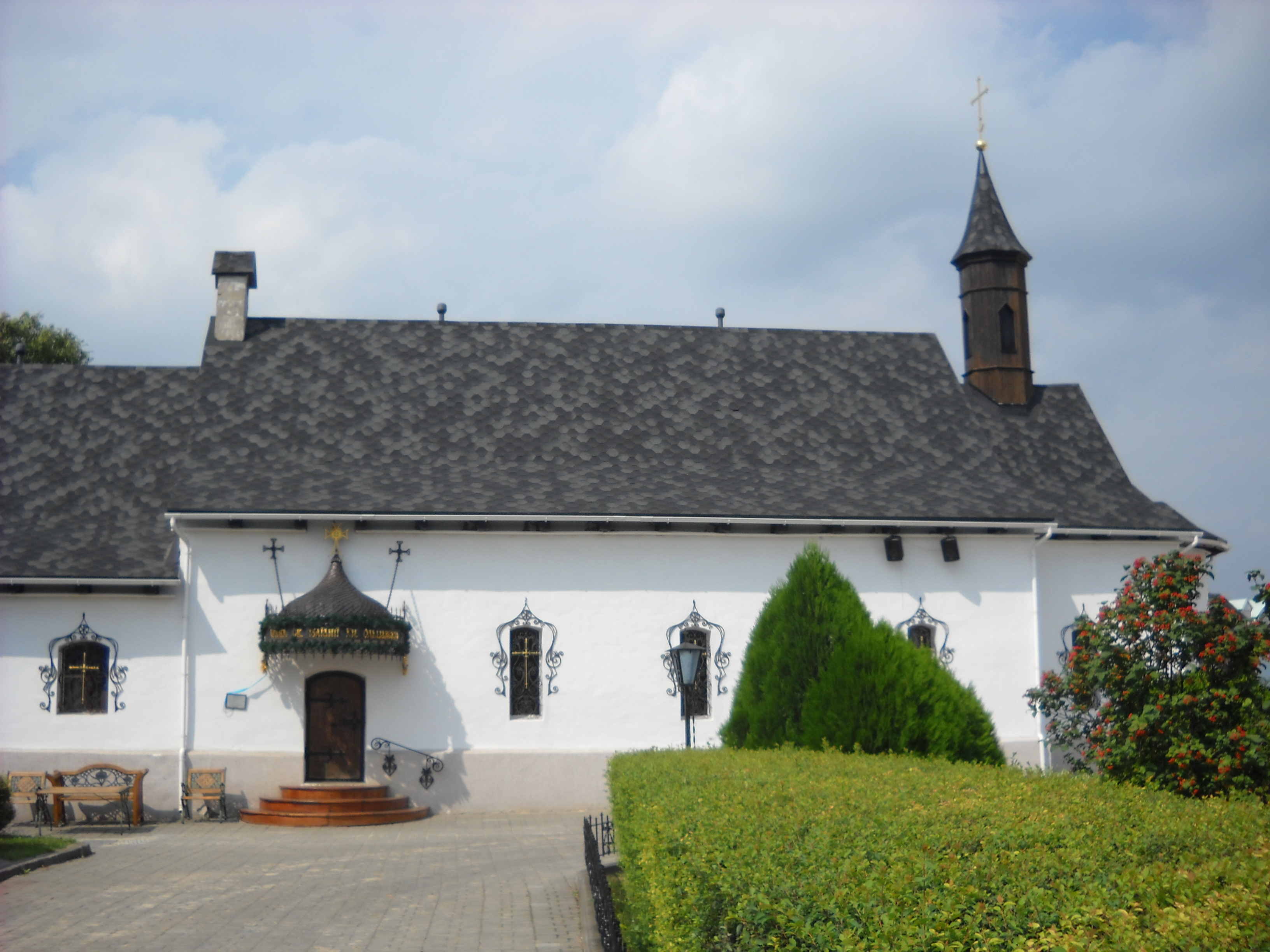
Cerkiew św. Julianny

Po odzyskaniu niepodległości przez Polskę Zimne razem z całym Wołyniem zostało włączone w jej granice. We wrześniu 1921 zjazd duchowieństwa diecezji wołyńskiej podjął decyzję o rozpoczęciu działań na rzecz ponownego przejęcia przez prawosławnych zabudowań klasztoru. Zakonnice, na czele z ihumenią Marią, wróciły do Zimnego w 1922. W latach poprzednich władze powiatowe podjęły działania na rzecz przejęcia przez państwo majątku monasteru. Klasztor zachował, po wydaniu przez Powiatowy Komitet Nadawczy we Włodzimierzu, 36 ha ziemi, w tym działki, na których wznosiły się jego świątynie, wywłaszczono natomiast 409 dziesięcin. Mniszkom odebrano również należące do nich dwa domy w Łucku. Procesy sądowe o ziemię i zabudowania monasteru toczyły się przez większą część okresu międzywojennego. W 1924 władze województwa wołyńskiego sugerowały administracyjną likwidację monasteru, twierdząc, iż jego działalność jest szkodliwa dla państwa polskiego. Argumentowały również, iż siedemnastoosobowa wspólnota utrzymuje się wyłącznie z datków wiernych i nie ma środków na dłuższe utrzymanie się. Zdaniem Urszuli Pawluczuk twierdzenia tego nie potwierdza analiza ksiąg monasterskich, z których wynika, że sytuacja materialna klasztoru była trudna, lecz nie całkowicie beznadziejna.
W okresie międzywojennym zabudowania klasztoru składały się z czterech obiektów mieszkalnych (pojedyncza cela murowana, drewniane domy z trzema i ośmioma celami). W odrębnych budynkach znajdowały się jadalnia, kuchnia, budynek dla bydła oraz dom jego opiekuna. W ostatnim gmachu znajdował się sierociniec, zaś budynek murowany, pierwotnie mieszczący cele, został w latach 30. przekształcony w siedzibę zakładu poprawczego dla nieletnich dziewcząt. Obydwie instytucje były prowadzone przez mniszki. Wszystkie cztery cerkwie znajdujące się w monasterze były czynne, zaś w 1926 został wyremontowany ikonostas cerkwi Trójcy Świętej. Przeprowadzono również remont obiektów mieszkalnych i gospodarczych. W 1936 monaster w Zimnem był zamieszkiwany przez 52 mniszki, co czyniło z niego trzeci co do ilości zakonnic klasztor PAKP (po monasterach w Korcu i Obyczu). 
Klasztor działał do 1939, kiedy został zamknięty po agresji ZSRR na Polskę i wcieleniu polskich ziem wschodnich do tegoż kraju. Po zajęciu Wołynia przez III Rzeszę wskutek ataku Niemiec na ZSRR zakonnicom pozwolono na powrót do Zimnego.

#### W ZSRR
Monaster działał do 1949 (według innego źródła – do 1946), kiedy władze stalinowskie ponownie nakazały jego likwidację. W budynkach klasztornych urządzono bibliotekę, przychodnię, klub wiejski, siedzibę brygady traktorowej oraz magazyn. Obiekty monasterskie, pozbawione remontów, stopniowo niszczały. Unicestwieniu uległo całe wyposażenie głównego soboru. Czynna pozostawała, jako parafialna, jedynie najmniejsza z cerkwi – Trójcy Świętej. Pierwszy remont zabytkowego kompleksu klasztornego przeprowadzono dopiero po 1975. W latach 80. renowacja objęła budynek soboru, w którym ponownie wykonano freski. Za wzorzec posłużyła analogiczna dekoracja ławry Poczajowskiej i soboru św. Włodzimierza w Kijowie.

#### Reaktywacja klasztoru

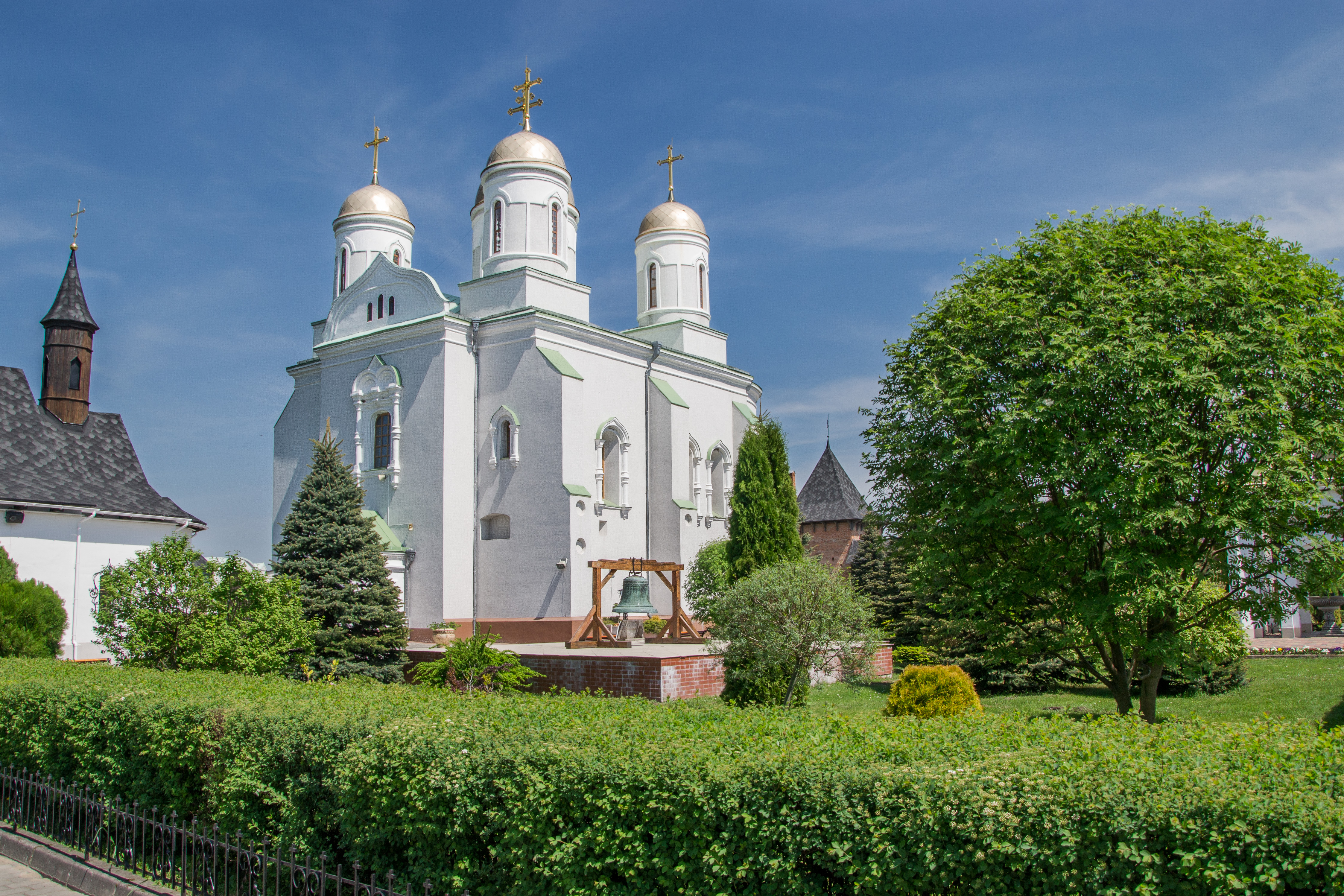
Sobór Zaśnięcia Matki Bożej w monasterze w Zimnem

Reaktywacja życia monastycznego w Zimnem była możliwa dopiero po upadku Związku Radzieckiego. 6 września 1990, w roku przekazania zabudowań Ukraińskiemu Kościołowi Prawosławnemu Patriarchatu Moskiewskiego biskup łucki i wołyński Bartłomiej (Waszczuk) odprawił molebień na terytorium zrujnowanego monasteru. W 1991 doszło do oficjalnego ponownego otwarcia klasztoru, zaś początek nowej wspólnocie miały dać dwie kobiety przybyłe z klasztoru w Korcu – mniszka Stefania i riasoforna siostra Halina. W ciągu kolejnego roku dołączyło do nich 13 nowicjuszek; wszystkie stopniowo składały śluby wieczyste. Prowadzony był również remont monasteru: wzniesiono przy nim piekarnię, makaroniarnę, młyn, urządzono dziesięciohektarowy sad oraz ogród z dwiema szklarniami. 14 marca 1992 mniszka Stefania (Bandura) otrzymała godność ihumeni. W tym samym roku nieudaną próbę przejęcia klasztoru podjął Ukraiński Autokefaliczny Kościół Prawosławny. 
W 1995 doszło do ponownego przekazania wspólnocie Zimneńskiej Ikony Matki Bożej, która natychmiast stała się popularnym celem pielgrzymkowym. Dwa lata wcześniej zakonnice otrzymały cząsteczki relikwii mnicha Arseniusza Pieczerskiego oraz Stefana, biskupa włodzimierskiego. Od 1996 monaster posiada status stauropigialnego. W 2001 miały miejsce obchody tysiąclecia funkcjonowania życia monastycznego w Zimnem. Na tę okazję wzniesiony został dom pielgrzyma, zaś na dziedzińcu klasztoru pojawił się pomnik Włodzimierza Wielkiego. 
W 2010 w monasterze przebywało 40 mniszek i posłusznic.

## Architektura

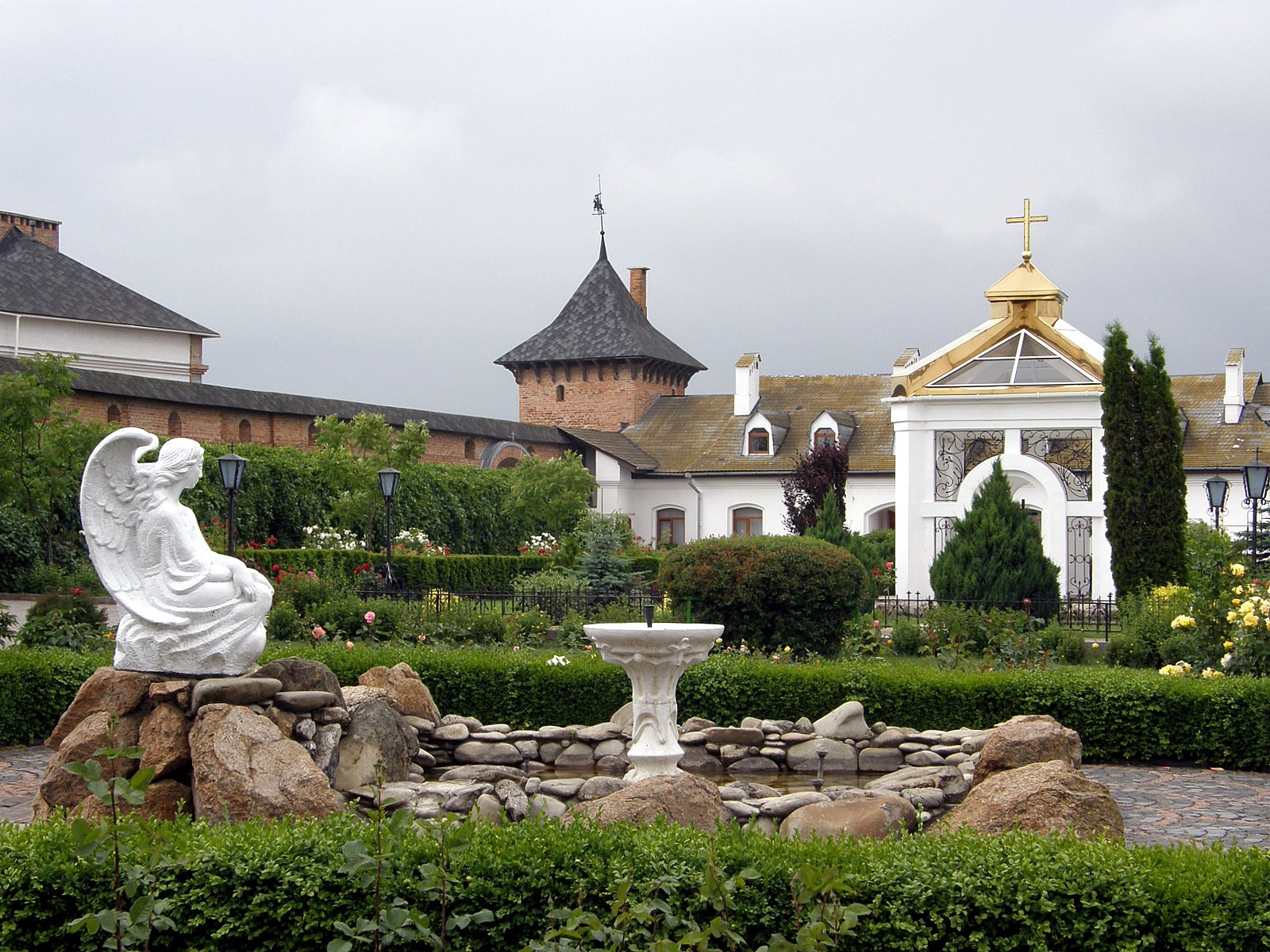
Ogród klasztorny. W tle widoczne mury z jedną z baszt oraz budynek mieszkalny

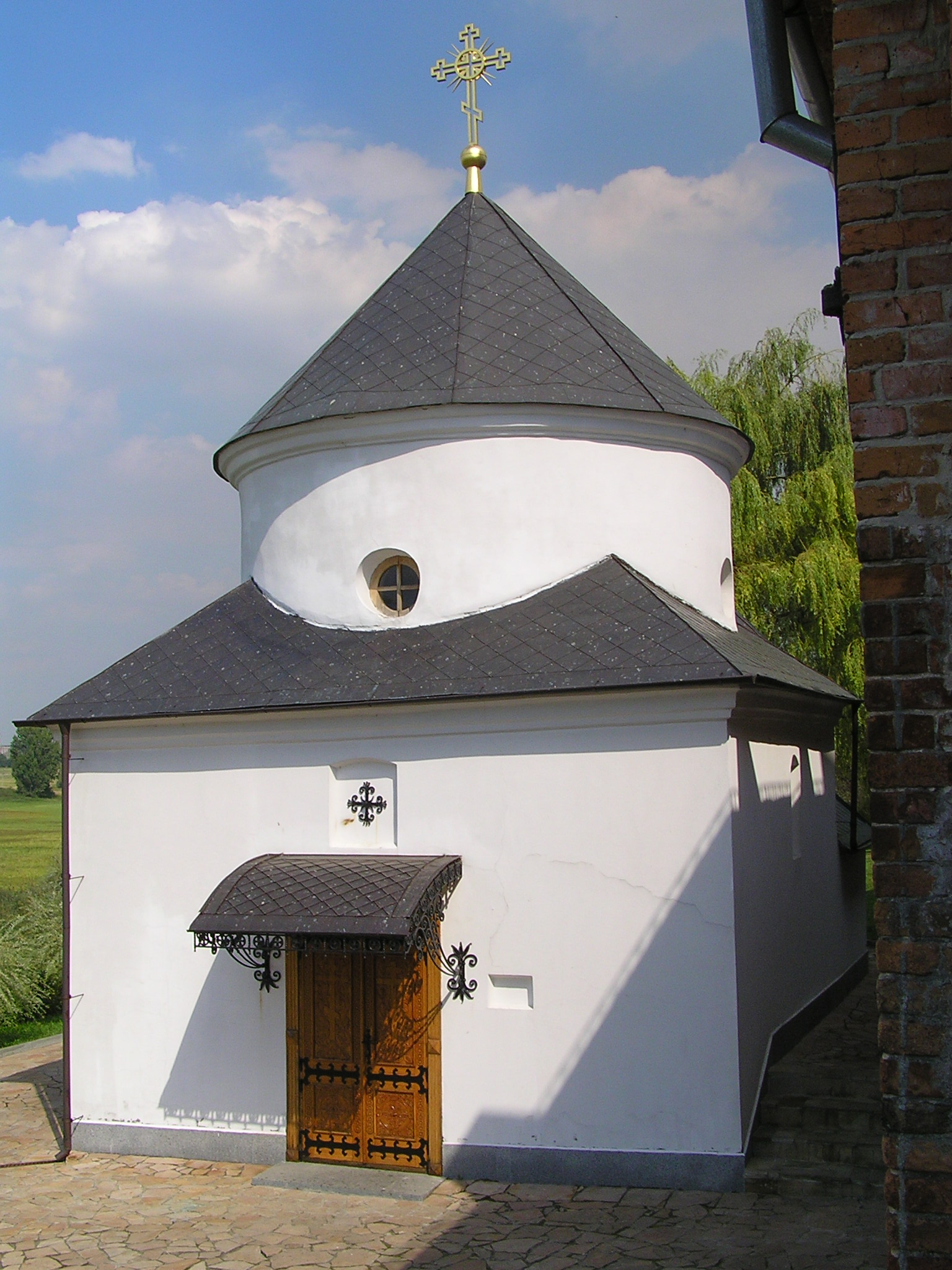
Cerkiew Trójcy Świętej

Kompleks architektoniczny monasteru w Zimnem składa się z soboru, dwóch cerkwi naziemnych, jednej świątyni położonej w pieczarach, bramy-dzwonnicy oraz budynków mieszkalnych dla mniszek. Zabudowania te powstawały w różnych okresach historycznych i były poddawane kilkakrotnym przebudowom. Całość otoczona jest ceglanym murem z basztami w narożnikach. Wewnątrz murów przestrzeń między świątyniami i innymi budynkami jest urządzona w formie ogrodu z fontanną, kapliczką oraz pomnikiem Włodzimierza Wielkiego. Drugi mur oddziela zabytkową część monasteru od urządzonego po 1991 ogrodu ze szklarnią.

### Sobór Zaśnięcia Matki Bożej
Główną świątynią klasztoru jest sobór Zaśnięcia Matki Bożej, którego współczesny wygląd został w II połowie XX wieku zrekonstruowany tak, by oddać jego pierwotną architekturę z przełomu XIV i XV wieku, z wprowadzenie elementów bizantyjsko-ruskich. Jest to trójnawowa świątynia typu bazylikowego zwieńczona pięcioma złoconymi kopułami położonymi na bębnach, w których znajdują się po cztery półkoliste okna z ozdobnymi obramowaniami. Konstrukcja ścian cerkwi wspiera się na przyporach. Między nimi położone są po dwa okna o analogicznej formie, jak na bębnach. Fasada świątyni wykończona jest szczytem w kształcie oślego łuku. Wejście do budynku prowadzi przez wysunięty przedsionek. Przed I wojną światową rozmieszczenie kopuł było nieco inne: trzy cebulaste kopuły na okrągłych bębnach wieńczyły szczyt głównej elewacji Całość opasuje gzyms. We wnętrzu znajduje się dziewiętnastowieczny trzyrzędowy ikonostas. Sobór jest miejscem przechowywania szczególnie czczonych w monasterze ikon Matki Bożej i św. Mikołaja.

### Cerkiew Trójcy Świętej
Najstarszą cerkwią w kompleksie monasteru jest cerkiew Trójcy Świętej. Pierwotnie wzniesiona w formie rotundy, została powiększona w czasie prac renowacyjnych w II połowie XIX wieku. Zmieniono wówczas dach kryty gontem na blachę, zmodyfikowano kształt okien. Obecnie jej nawa wzniesiona jest na planie prostokąta, do którego przylega półkoliste prezbiterium. Stożkowe dachy ponad nawą i prezbiterium są zwieńczone złoconymi krzyżami. Cerkiew posiada jedynie pojedyncze, półkoliste i prostokątne, wąskie okna. We wnętrzu znajduje się wyposażenie współczesne: marmurowy, jednorzędowy ikonostas oraz zespół fresków wykonanych w stylu neobizantyjskim.

### Cerkiew św. Julianny
Budynek zajmowany obecnie przez tę świątynię był pierwotnie częścią kompleksu obiektów mieszkalnych. Według tradycji stanowił część rezydencji Włodzimierza Wielkiego w czasie jego wizyt na Wołyniu. Adaptacja obiektu na cerkiew nastąpiła po reaktywacji monasteru w 1991, gdy trwały jeszcze ostatnie prace remontowe w innych świątyniach, uniemożliwiając ich użytkowanie. Budynek wzniesiony jest na planie prostokąta, z wyodrębnionym, wielobocznie zamkniętym pomieszczeniem ołtarzowym, łączy się z obiektami mieszkalnymi (od zachodu). Ponad prezbiterium posiada jedną sygnaturkę ze złoconym krzyżem, jego okna są wąskie, półkoliste. We wnętrzu znajduje się dwurzędowy ikonostas oraz trzy szczególnie czczone przez wiernych ikony: Opieki Matki Bożej, Wołyńska Ikona Matki Bożej oraz ikona św. Julianny z cząsteczką relikwii.

### Cerkiew św. Warłaama
Cerkiew znajduje się w pieczarach klasztornych, wejście do niej prowadzi przez główny sobór. Jest to współcześnie urządzona świątynia z jednorzędowym ikonostasem. Większa część pieczar w Zimnem nie została jeszcze opisana, prace nad ich dokładnym zbadaniem trwają.

### Opracowania
- A. Mironowicz: Kościół prawosławny na ziemiach polskich w XIX i XX wieku. Białystok: Wydawnictwo Uniwersytetu w Białymstoku, 2001. ISBN 83-7431-046-4.
- Pawluczuk U., Monastery wołyńskie w okresie międzywojennym [w:] red. A. Mironowicz, U. Pawluczuk, P. Chomik, Życie monastyczne w Rzeczypospolitej, Zakład Historii Kultur Pogranicza Instytutu Socjologii Uniwersytetu w Białymstoku, Białystok 2001, ISBN 83-902928-8-2
- Urszula Anna Pawluczuk: Życie monastyczne w II Rzeczypospolitej. Białystok: Wydawnictwo Uniwersytetu w Białymstoku, 2007. ISBN 978-83-7431-127-4.
- A. Radziukiewicz. Monaster Zimne. Tysiąc lat. „Przegląd Prawosławny”. 8 (302), s. 32–36, sierpień 2010. Białystok. ISSN 1230-1078.
- W. Rożko: Peczerni monastyri Wołyni i Polissia. Łuck: Wołynśka Knyha, 2008. ISBN 978-966-316-213-3.
- J. Tokarski: Ilustrowany przewodnik po zabytkach kultury na Ukrainie. T. 2. Burchard Edition, 2001. ISBN 83-87654-11-6.
- Swiatohorśkyj Uspenśkyj Zymnenśkyj stawropihijnyj żinoczyj monastyr, oficjalny folder informacyjny klasztoru

### Opracowania online
- Ставропігійний Успенський Зимненський Святогорський жіночий монастир
- Зимненський Святогорський Успенський ставропігійний жіночий монастир